# Iina Autio
Iina Autio (* 20. September 1987) ist eine finnische Unihockeyspielerin, die bei O2-Jyväskylä unter Vertrag steht.

## Karriere
Autio spielte bis 2017 bei Happee, zuerst im Nachwuchs und anschliessend in der ersten Mannschaft. Insgesamte absolvierte sie über 300 Partien für Happee und erzielte dabei 179 Skorerpunkte.
2017 wechselte Autio von innerhalb von Jyväskylä von Happee zu O2-Jyväskylä. Autio konnte in ihrer zweiten Saison bei O2 wieder an ihre ehemalige Torproduktion anknüpfen.
Ihre Performance aus der Saison 2018/19 weckte die Aufmerksamkeit von anderen Clubs, insbesondere aus dem Ausland. Sie schloss sich den Floorball Riders Dürnten-Bubikon-Rüti. Im Juni 2021 verkündeten die Riders den Abgang der Finnin.
Auf die Saison 2021/22 wechselte sie zurück zu O2-Jyväskylä.